# Jules Piccard

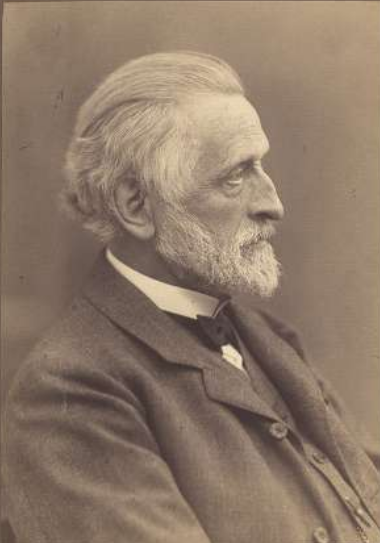
Jules Piccard

Jules Piccard (* 20. September 1840 in Lausanne; † 11. April 1933 ebenda) war ein Schweizer Chemiker.
Jules Piccard schloss sein Chemiestudium 1862 in Heidelberg ab und habilitierte sich im selben Jahr an der ETH in Zürich. Nach dem Tod von Christian Friedrich Schönbein wurde er 1868 als Professor für Chemie an die Universität Basel berufen. Als Dozent bemühte er sich um einen methodischen Unterricht, hielt klare Vorlesungen und leitete die Studenten, neben angehenden Chemikern auch die Mediziner, zum eigenen Experimentieren an. Einer seiner Mitarbeiter war Christoph Friedrich Goppelsroeder. Zwischen 1875 und 1877 war Friedrich Krafft sein Assistent. Von 1876 bis 1884 war Piccard ausserdem Kantonschemiker von Basel. 1903 gab er seine Professur aus gesundheitlichen Gründen ab.
Piccards Interessen waren weitgespannt, er forschte unter anderem zum Cantharidin, zu dem gelben Farbstoff Chrysin im ätherischen Öl von Pappelknospen und zur Nahrungsmittelchemie, beschäftigte sich aber auch mit physikalischen und mineralogischen Problemen, zudem war er ein begabter Maler und begeisterter Bergsteiger. Auch hat er das erste Telefon in Basel installieren lassen.
Jules Piccards Bruder Paul war Ingenieur und Unternehmer. Er selber war verheiratet mit Hélène Haltenhoff aus Genf und hatte vier Kinder, zwei davon waren Auguste, der als Physiker und Stratosphärenflieger weltweit bekannt wurde, und dessen Zwillingsbruder Jean, Chemiker und Erfinder.

## Schriften
- Mittheilungen aus dem chemischen Laboratorium der Universität Basel.
- mit Eduard Hagenbach-Bischoff: Festschrift zur Einweihung des Bernoullianums, der Anstalt für Physik, Chemie und Astronomie in Basel am 2. Juni 1874.
  - Ueber das Tectochrysin
  - Ueber das Chrysin und seine Derivate